# قائمة سجون لبنان
في لبنان 19 سجن للرجال و4 سجون للنساء وواحد للأحداث وواحد للقاصرات.

## سجون الرجال
- سجن بعلبك (البقاع)
- سجن زحلة (البقاع)
- سجن جب جنين (البقاع)
- سجن راشيا (البقاع)
- سجن صور (الجنوب)
- سجن جزين (الجنوب)
- سجن بنت جبيل (النبطية)
- سجن تبنين (النبطية)
- سجن النبطية (النبطية)
- سجن مرجعيون (النبطية)
- سجن عالية (جبل لبنان)
- سجن رومية (جبل لبنان)
- سجن جبيل (جبل لبنان)
- سجن دوما (الشمال)
- سجن البترون (الشمال)
- سجن أميون (الشمال)
- سجن زغرتا(الشمال)
- سجن طرابلس - القبة (الشمال)
- سجن حلبا (الشمال)

## سجون النساء
- سجن نساء طرابلس (الشمال)
- سجن نساء بربر الخازن (بيروت)
- سجن نساء بعبدا (جبل لبنان)
- سجن نساء زحلة (البقاع)

## سجون الأحداث
- جناح الأحداث (للفتية) (جبل لبنان)
- مركز تأديبي للقاصرات - ظهر الباشق (جبل لبنان)

### المعتقلات الإسرائيلية بالجنوب اللبناني
- الخيام (سجن)
- معتقل أنصار